# پیشاور
پیشاور (پشتو: پېښور، اردو: پشاور، هندکو: پشور، انگلیسی: Peshawar) پایتخت ایالت خیبر پختونخوا و مرکز پشتون‌ها در کشور پاکستان است این ایالت در منطقه حساس گذرگاه چهار آسیا قرار دارد و در زمان های بسیار قدیم در جاده ابریشم قرار داشت و آسیای میانه و جنوب آسیا را بهم متصل میکرد این شهر که مرکز ایالت خیبر پختونخوا هست منطقه مورد مناقشه قبایلی بین افغانستان و پاکستان اختلاف بر سر مرز دیورند هست.
فاصله این شهر تا پایتخت، ۱۷۰کیلومتر می‌باشد. پیشاور به شهر گل‌ها نیز معروف است و در هر چهار فصل سرسبز و دارای گل‌های متنوع است. این شهر در دهانه ورودی تنگه خیبر واقع شده که شاهراه قدیمی ارتباط آسیای میانه به شبه قاره هند است.
شهر پیشاور از دو بخش قدیمی و امروزی تشکیل شده‌است. بخش قدیمی آن به سبک شهرهای پرجمعیت آسیای میانه ساخته شده و خانه‌هایی از خشت با کوچه‌های تنگ دارد. بخش نوساز شهر که در واقع یک منطقهٔ نظامی است، دارای خانه‌هایی بزرگ و خیابان‌هایی منظم است و تأسیساتی متعلق به نیروی هوایی پاکستان در آن قرار دارد.
جمعیت پیشاور از دو گروه که عمدهٔ آن پشتون های بومی پاکستان و مهاجرین افغان تشکیل شده‌است. افزون بر این دو گروه قومی، اقوام مهاجر از افغانستان که تاجیک، هزاره و همچنین کولی‌ها نیز در این شهر به سر می‌برند. بیشتر مردم این شهر به زبان پشتو سخن می‌گویندو زبان رسمی این شهر پشتو هست در عین حال، زبان‌های ، انگلیسی و اردو نیز در پیشاور به عنوان زبان دوم گویشورانی دارد.
فاصلهٔ پیشاور تا گذرگاه مرزی تورخم، ۴۵کیلومتر و از شهرک مرزی تورخم تا کابل، ۲۲۴کیلومتر است. روزانه صدها افغان و پاکستانی در بزرگراه پیشاور-کابل، رفت‌وآمد می‌کنند.

## پیشینه
نام «پیشاور» یک کلمه ایرانی و از نام شاپور یکم، پادشاه ساسانی برگرفته شده که این شهر را تصرف نمود و امپراتوری کوشان را به ایران ملحق کرد.
پیشاور از کانون‌های مهم بازرگانی در جاده ابریشم، محلی برای گذر فرهنگ شبه‌قاره هند به آسیای میانه و پایتخت زمستانی امپراتوری کوشانی بوده‌است. کانیشکا، پادشاه کوشانی، پیشاور را پایتخت خود قرار دارد و در این شهر نیایشگاهی همراه با تندیسی به طول ۱۵۰ فوت ساخت که در روزگار خود بنایی مهم بود.
منطقهٔ پیشاور از روزگاران باستان از زیستگاه‌های آریاییان بوده‌است. قوم ایرانی‌تبار پشتون، که امروزه در پیشاور در اکثریت هستند از هزارهٔ یکم پیش از میلاد از رشته‌کوه سلیمان در بلوچستان به این منطقه کوچیدند.
پیشاور از دیرباز مورد توجه و محل رفت‌وآمد پادشاهان ایران از جمله سلطان محمود غزنوی و نادرشاه افشار برای ورود به شبه قاره هند بوده‌است.
شهر پیشاور در دوران غزنوی از نقاط ارتباطی مهم بود. در ۵۷۵ مُعزالدین محمدِسام غوری، پیشاور را تسخیر کرد. کمتر از پنجاه سال بعد، چنگیز خان به پیشاور حمله برد و آنجا را ویران ساخت.
پیشاور در ۱۱۶۰ به تصرف احمدشاه دُرّانی درآمد. در سدهٔ سیزدهم، سیک‌های پنجاب آن را تسخیر کردند و در ۱۲۶۵/ ۱۸۴۹ به تصرف بریتانیا درآمد و تا تأسیس ایالت خیبر پختونخواه جزو پنجاب بود.

## فرهنگ

نشان شهر پیشاور

باغ شاهی، موزه، کلیسای کاتولیک و دانشگاه پیشاور از جمله مناطق دیدنی این شهر به‌شمار می‌رود. دانشگاه اسلامی پیشاور در سال ۱۹۱۳ میلادی ایجاد شد که به دانشگاه پیشاور ارتقاء یافت.
از بزرگان قدیم این شهر می‌توان به ادیب پِشَاوَری اشاره کرد.
امروزه پیشاور از مراکز انتشار کتاب به زبان فارسی در خارج از ایران و افغانستان است. تمرکز انتشارات کتب فارسی بیشتر در بازار قصه‌خوانی است و بیشتر توسط پشتون‌های شیعه صورت می‌گیرد.
بازار قصه‌خوانی که از شلوغ‌ترین مناطق پیشاور است، محله‌های زیادی دارد و یکی از این محلات، شیعه‌نشین است.
در گذشته قصه‌خوان‌های حرفه‌ای در کاروان‌سراها و قهوه‌خانه‌های این محله از شاهنامه و حماسه هندی مهاباراتا داستان‌های شورانگیزی را روایت می‌کردند و در همین‌جا اخبار شهر و کشور رد و بدل می‌شد. مشتریان این بازار عمدتاً بازرگانان و خریداران پاکستانی، هندی و مهاجران افغان هستند که قهوه‌خانه‌ها، تیکه‌کبابی‌ها، چاپلی‌کبابی‌ها، دکه‌های قدیمی خشکبار و غرفه‌های مدرن پوشاک و لوازم خانگی را رونق بخشیدند.

## پناهندگان
پیشاور میزبان شمار فراوانی از پناهندگان افغان است.
شهر پیشاور، با وجود نارسایی‌های زیادی که در سامانهٔ درمانی و خدمات بهداشتی خود دارد، هر ماه پذیرای شمار زیادی از بیماران افغان است.
پیشاور از سال ۱۹۸۰ تا ۱۹۸۹ که ارتش شوروی پیشین در افغانستان حضور داشت، شاهد حضور نهادها و سازمان‌های نیکوکاری جهانی اعم از کشورهای اسلامی و غیر اسلامی بود که به این شهر رونق بخشید و بیش از ۷۰۰ سازمان مردم‌نهاد در بخش‌های گوناگون، از جمله تأسیس مراکز بهداشتی و کمک‌رسانی در آن فعالیت می‌کردند.
بیمارستان رحمان که در منطقه حیات آباد پیشاور واقع است، در نزد افغان‌ها چه در داخل افغانستان و چه در پیشاور شهرت ویژه‌ای پیدا کرده‌است.

## نگارخانه

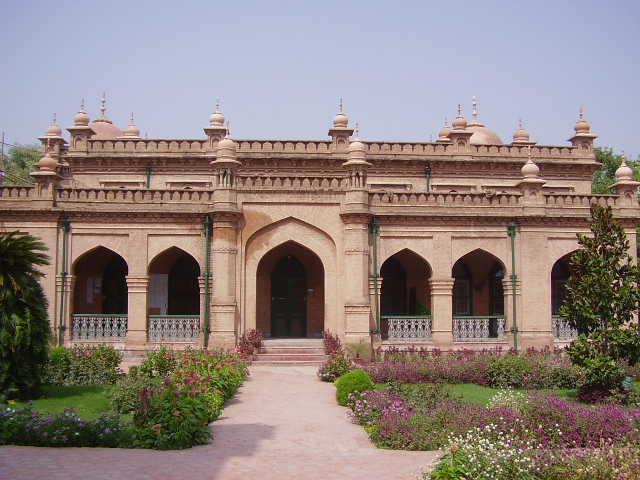
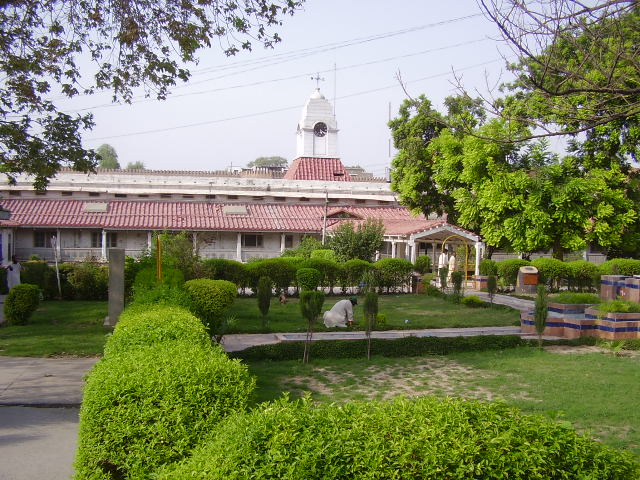
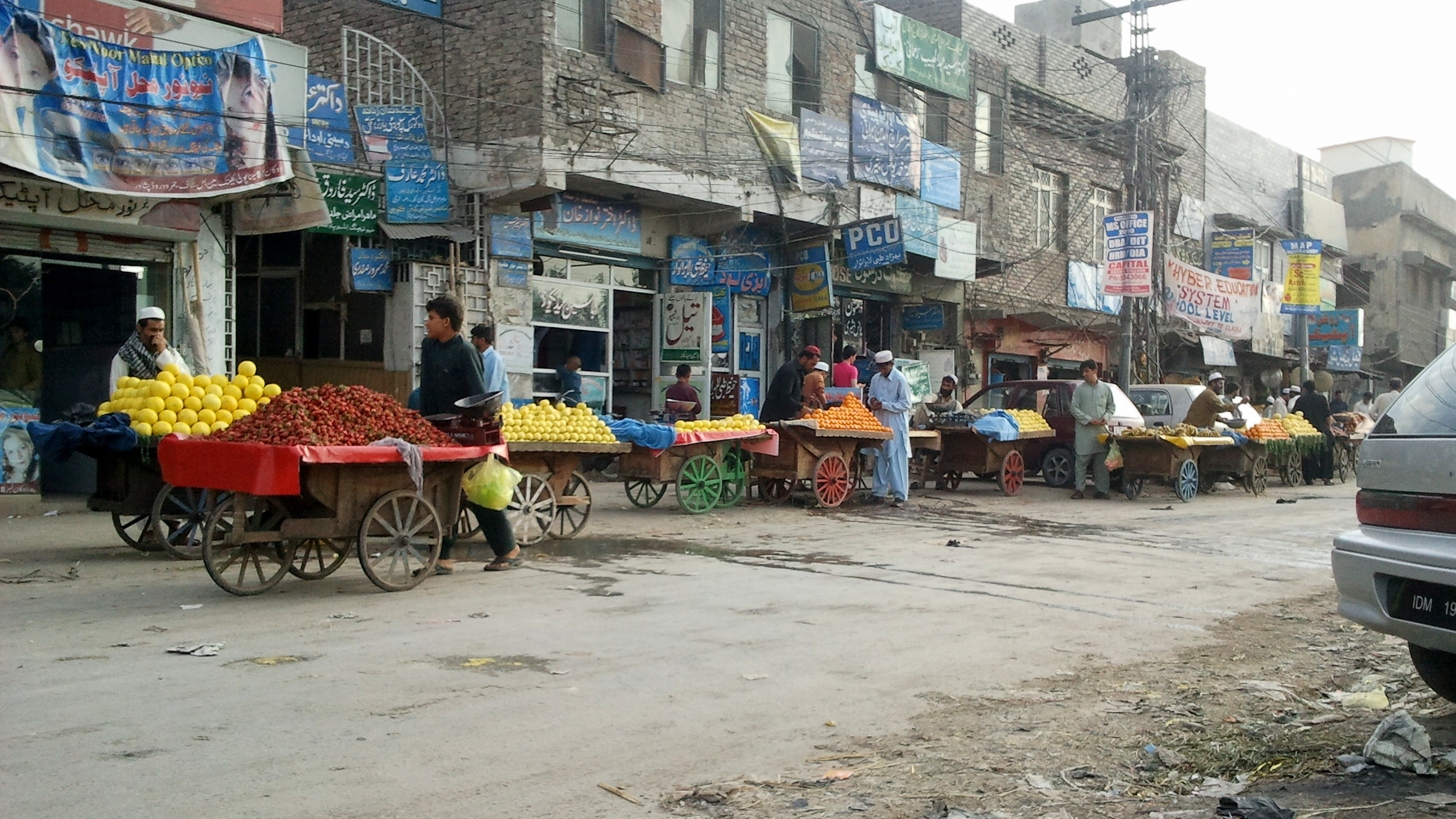